# Leandro Bassano

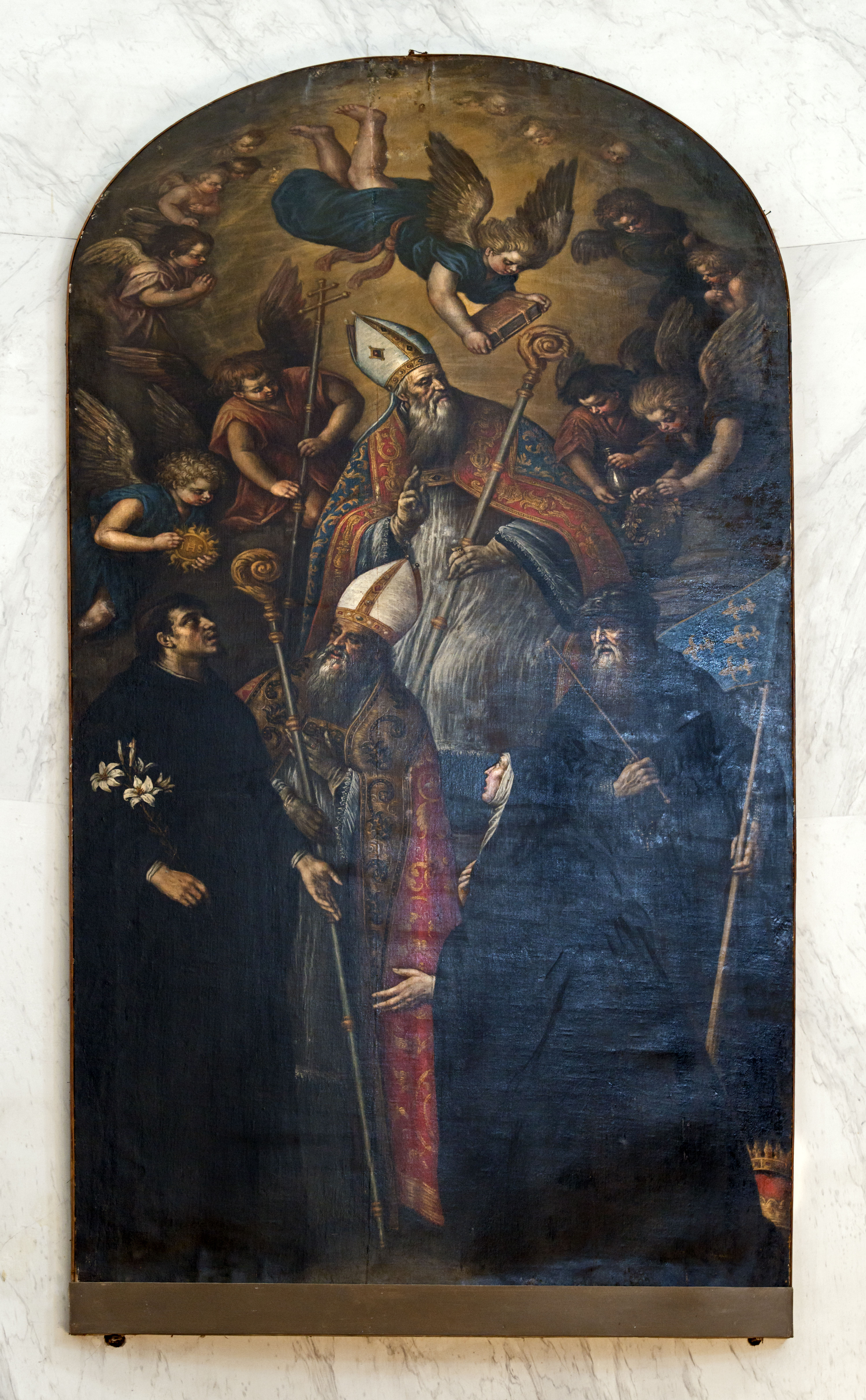
Sant'Agostino in gloria e santi Chiesa di San Geremia a Venezia

Leandro Dal Ponte, detto Bassano (Bassano del Grappa, 10 giugno 1557 – Venezia, 15 aprile 1622), è stato un pittore italiano.

## Biografia
Quartogenito di Jacopo Bassano, fu istruito nella bottega di famiglia lavorando spesso nei primi anni di attività nella sua città natale. Fattosi già una notevole fama di ritrattista, dopo la morte del padre e di suo fratello Francesco, decise di stabilirsi a Venezia nel 1592 dove si occupò prima di tutto di completare i lavori lasciati incompiuti dal fratello. Nello stesso periodo venne richiesto nel cantiere di decorazione del Palazzo Ducale.
Sebbene il suo stile si basi fortemente sull'ultima maniera del padre, soprattutto come ritrattista mostrò una certa influenza da Tintoretto con una predilezione per la linea di contorno marcata allontanandosi dal gusto per la colorazione brillante della bottega paterna.

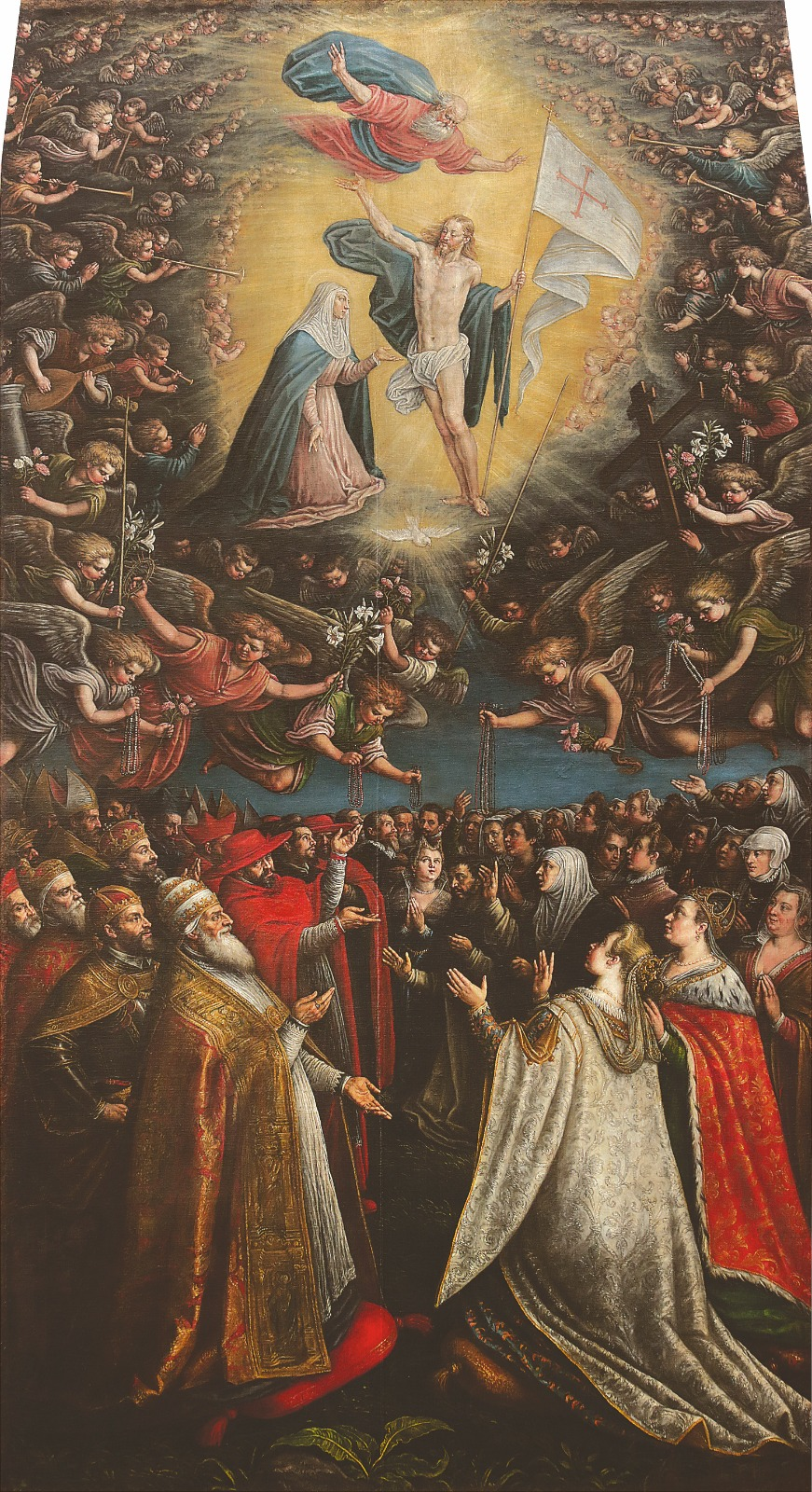
Madonna del Rosario Cristo risorto, angeli e regnanti, olio su tela, Duomo di Santa Maria in Colle a Bassano

## Opere
Tra le opere attribuite a lui e alla sua bottega si ricordano:
- Partenza di Abramo con la famiglia da Aran verso Canaan, olio su tela, Forlì, Fondazione della Cassa dei Risparmi di Forlì.
- Sant'Agostino in gloria e santi, Venezia, chiesa di San Geremia.
- Adorazione dei pastori, olio su tela, collezione privata.
- Nella chiesa di San Cassiano a Venezia sono presenti tre importanti opere nella cappella della Visitazione: Incontro di Maria ed Elisabetta, Annunciazione di san Zaccaria, Nascita di san Giovanni Battista. Nella cappella di San Carlo Borromeo è presente una Orazione nell'orto.
- Nella basilica dei Santi Giovanni e Paolo a Venezia collocati nella Cappella della Trinità troviamo due opere di Leandro Bassano: La Trinità, la Vergine, gli apostoli e sulla parete destra San Domenico e L'incredulità di San Tommaso. Nella Cappella della Madonna della Pace troviamo San Giacinto che attraversa il fiume Dnepr; nella Sagrestia c'è la grande tela con Onorio III approva la regola di San Domenico.
- Natività, chiesa di Sant'Ambrogio a Friola di Pozzoleone.
- Il Paradiso terrestre, olio su tela, cm 139 x 190, Palermo, Galleria Regionale della Sicilia.
- Ultima cena, olio su tela, cm 92×135, Firenze, Galleria Palatina.
- Adorazione dei pastori, olio su tela, Bergamo, chiesa di Santa Maria Assunta.
- Madonna del Rosario con Cristo risorto, angeli e regnanti, olio su tela, duomo di Bassano del Grappa.
- Lapidazione di santo Stefano, olio su tela, duomo di Bassano del Grappa.
- Natività, olio su tela, Bergamo, basilica di Sant'Alessandro in Colonna[1].
- Ritratto di antiquario, cm 91,5x73, Milano, collezione Luigi Koelliker.